# Autokefalia

Autokefaliczne i autonomiczne Kościoły prawosławne na mapie świata (2020)

Autokefalia (z gr. αὐτο – samo, κεφαλή – głowa) – status kościoła chrześcijańskiego (najczęściej prawosławnego albo orientalnego) oznaczający, że jego głowa (biskup, metropolita, patriarcha) nie jest odpowiedzialna przed jakimkolwiek innym hierarchą o wyższej randze.

## Otrzymywanie, przyznawanie i uznawanie autokefalii
Jeśli sobór albo wyższy rangą hierarcha zwalnia spod swojej władzy prowincję kościelną, a powstały w ten sposób Kościół pozostaje w pełnej komunii ze swoim dotychczasowym zwierzchnikiem – wówczas znaczy to, że sobór albo hierarcha przyznaje nowo powstałemu Kościołowi autokefalię. Za przykład może posłużyć Kościół Cypru, któremu autokefalię nadał sobór efeski w kanonie VIII. Głową tego Kościoła jest arcybiskup Cypru, który nie podlega żadnej wyższej władzy kościelnej, choć kościół, któremu przewodzi, pozostaje w łączności z innymi kościołami prawosławnymi. W przypadku Kościołów orientalnych przykładem jest w pełni niezależny Malankarski Kościół Ortodoksyjny, zachowujący komunię z Syryjskim Kościołem Ortodoksyjnym.
Kontrowersje budzi kwestia tego, kto może przyznać autokefalię. W 1970 r. Rosyjski Kościół Prawosławny nadał autokefalię Kościołowi Prawosławnemu w Ameryce, co nie zostało uznane przez większość patriarchatów. W następstwie obalenia cara Mikołaja II gruzińscy biskupi jednostronnie przywrócili 25 marca 1917 r. autokefalię Gruzińskiego Kościoła Prawosławnego, który pozostaje w komunii z innymi Kościołami prawosławnymi, a jego autokefalia jest uznawana m.in. przez ekumenicznego patriarchę Konstantynopola (od 1990 r.). Rosyjski Kościół Prawosławny utrzymuje, że jego własna autokefalia daje mu prawo przyznawania autokefalii dowolnej wspólnocie wchodzącej w jego skład, zaś patriarchat konstantynopolitański utrzymuje, iż prawo to należy wyłącznie do soboru.

## Obszar działania kościoła
Jest dogmatyczną zasadą, że wszyscy wyznawcy prawosławia mieszkający na danym terytorium są członkami jednego kościoła. Niemniej jednak na Ukrainie obok Kościoła Prawosławnego Ukrainy istnieje także Ukraiński Kościół Prawosławny Patriarchatu Moskiewskiego podległy Patriarchatowi Moskiewskiemu (patrz mapka).
Autokefalia kościoła nie zawsze musi być związana z terytorium państwa stanowiącego obszar jego działania, ani z narodowością jego wiernych. Gruziński Kościół Prawosławny oraz Rosyjski Kościół Prawosławny przez wiele lat istniały równocześnie na terenie Rosji (później ZSRR), zaś patriarchat antiocheński obejmuje swoim obszarem terytorium kilku państw.

## Autokefalia a autonomia
Kościoły autokefaliczne są w pełni samorządne: same wybierają swojego zwierzchnika, mają też prawo do konsekrowania własnego Krzyżma. Tego przywileju nie mają Kościoły autonomiczne. Ich przełożeni są ponadto wskazywani przez Kościół, w którego skład wchodzą.

## Kanoniczne prawosławne kościoły autokefaliczne[potrzebnyprzypis]
W nawiasach podano daty uzyskania autokefalii.
- Patriarchat Konstantynopolitański,
- Patriarchat Aleksandryjski,
- Patriarchat Antiocheński,
- Patriarchat Jerozolimski,
- Rosyjski Kościół Prawosławny (1448),
- Serbski Kościół Prawosławny (1219 i ponownie 1878),
- Rumuński Kościół Prawosławny (1872 – ogłoszona, 1885 – uznana przez Konstantynopol),
- Bułgarski Kościół Prawosławny (919, 1872 – ponownie ogłoszona, 1885 – uznana przez Konstantynopol),
- Gruziński Kościół Prawosławny i Apostolski (486 – nadana przez Patriarchę Antiochii, 1917 – ponownie ogłoszona, 1919 – uznana przez Konstantynopol, 1943 – uznana przez Moskwę),
- Cypryjski Kościół Prawosławny (431 – nadana przez sobór efeski),
- Grecki Kościół Prawosławny (1833 – ogłoszona, 1850 – uznana przez Konstantynopol),
- Albański Kościół Prawosławny (1922 – ogłoszona, 1937 – uznana),
- Polski Autokefaliczny Kościół Prawosławny (1924 – uznana przez Konstantynopol, 1948 – nadana po raz drugi przez Moskwę po rezygnacji z aktu z 1924),
- Kościół Prawosławny Czech i Słowacji (1951 – uznana przez Moskwę, 1993 – uznana przez Konstantynopol),
- Kościół Prawosławny w Ameryce (1970 – nadana przez Moskwę, uznawana także przez Gruziński Kościół Prawosławny, Bułgarski Kościół Prawosławny, Polski Autokefaliczny Kościół Prawosławny, Kościół Prawosławny Czech i Słowacji),
- Kościół Prawosławny Ukrainy (2019 – uznana przez Konstantynopol).